# Jerviston House
Jerviston House war ein Herrenhaus am nordwestlichen Stadtrand von Motherwell in der schottischen Council Area North Lanarkshire.

## Geschichte
Das kleine Herrenhaus wurde im 15. Jahrhundert errichtet und gehörte der Familie von Robert Baillie. Sein Aussehen soll dem von Kingencleugh Castle entsprochen haben. Ende des 18. Jahrhunderts wurden die Architekten James und Robert Adam mit dem Entwurf eines neuen Landhauses anschließend an das alte Herrenhaus beauftragt.
Später kaufte die Familie Colville das Anwesen. Deren Stahlwerke machten Ende des 19. Jahrhunderts das kleine Dorf Motherwell zur Industriestadt. Nach dem Tod von David Colville Sr. wurde das Anwesen den Angestellten der Stahlwerke vermacht und in einen Park umgewandelt.
In den 1960er-Jahren wurde das „alte“ Landhaus (aus dem 18. Jahrhundert) abgerissen und durch ein neues Country Club House mit moderner Einrichtung ersetzt. Gleichzeitig wurde auch das alte Herrenhaus aus dem 15. Jahrhundert, das inzwischen verfallen war, abgerissen. Das neue Clubhaus dient auch zur Ausrichtung von Hochzeiten und ähnlichen Veranstaltungen.